# 月崎義幸
月崎 義幸（つきざき よしゆき、1959年11月3日 - ）は、日本の液晶技術者、実業家。株式会社ジャパンディスプレイ代表取締役社長・最高経営責任者を務めた。

## 人物・経歴
千葉県出身。千葉県立長生高等学校を経て、1984年日本大学大学院理工学研究科修了、日立製作所入社。1995年日立製作所電子デバイス事業部液晶設計部主任技師。2006年日立ディスプレイズFPD設計本部第二設計部長。2009年日立ディスプレイズFPD設計本部長。
2012年ジャパンディスプレイC&I事業本部C&I BUビジネスユニットマネージャー。
2014年ジャパンディスプレイ執行役員CBO兼第BUユニットマネージャー。
2015年ジャパンディスプレイ執行役員品質保証本部ディビジョンマネージャー。2015年執行役員車載ディスプレイ事業本部長。
2017年ジャパンディスプレイ執行役員車載インダストリアルカンパニー 社長。
2018年ジャパンディスプレイ副社長執行役員。同年ジャパンディスプレイ代表取締役社長・COOに昇格。業績の大幅な悪化を受け、人員削減などによる黒字化に取り組んだ。
2019年代表取締役会長兼CEO業務代行を兼務。同年CEOを兼務。9月退任。